# Popovice (okres Brno-venkov)
Popovice jsou obec v okrese Brno-venkov v Jihomoravském kraji. Jejich katastrální území Popovice u Rajhradu se rozkládá v Dyjsko-svrateckém úvalu. Žije zde 366 obyvatel. Jediným komunikačním napojením obce na silniční síť je silnice I/52.

## Název
Na vesnici bylo přeneseno původní označením jejích obyvatel popovici – „lidé náležející popovi“ (pop bylo ve staré češtině označení pro nižšího kněze či kněze obecně). Jméno tedy označovalo poddanost církvi (konkrétně rajhradskému klášteru).

## Historie
První písemná zmínka o obci pochází z padělané listiny Břetislava I. ze 13. století hlásící se k roku 1048.

## Obyvatelstvo
| Rok            | 1869 | 1880 | 1890 | 1900 | 1910 | 1921 | 1930 | 1950 | 1961 | 1970 | 1980 | 1991 | 2001 | 2011 | 2021 |
| -------------- | ---- | ---- | ---- | ---- | ---- | ---- | ---- | ---- | ---- | ---- | ---- | ---- | ---- | ---- | ---- |
| Počet obyvatel | 194  | 209  | 205  | 213  | 209  | 245  | 267  | 254  | 252  | 255  | 235  | 230  | 247  | 337  | 361  |
| Počet domů     | 26   | 27   | 28   | 32   | 37   | 43   | 51   | 63   | 61   | 65   | 67   | 80   | 91   | 114  | 129  |

Vývoj počtu obyvatel

## Pamětihodnosti
- Krucifix stojí na západním okraji vsi, u silnice směrem na Brno

## Osobnosti
- Jan Vacl (1919–1987), lékař-hematolog

## Galerie

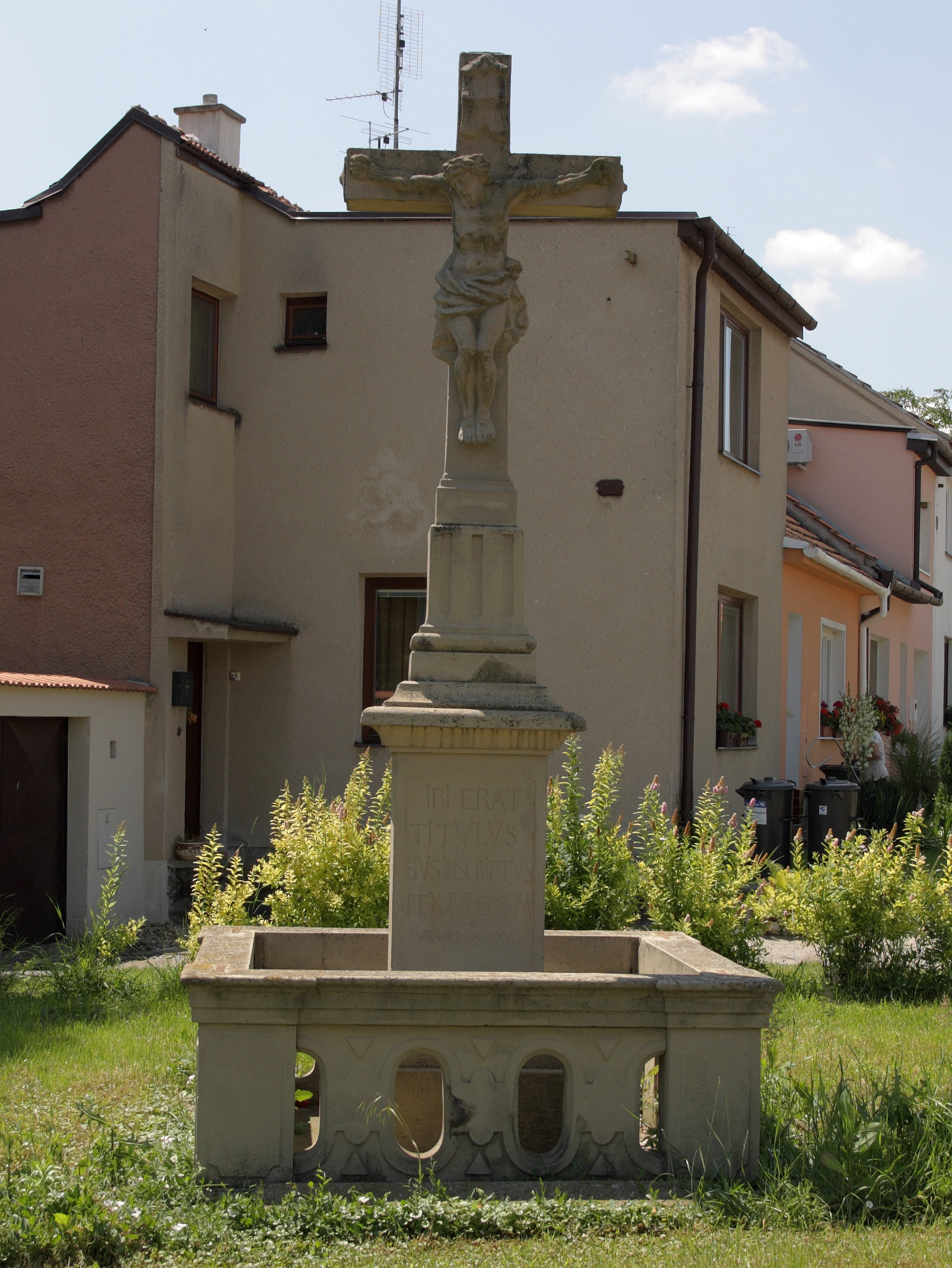
Kříž z roku 1697
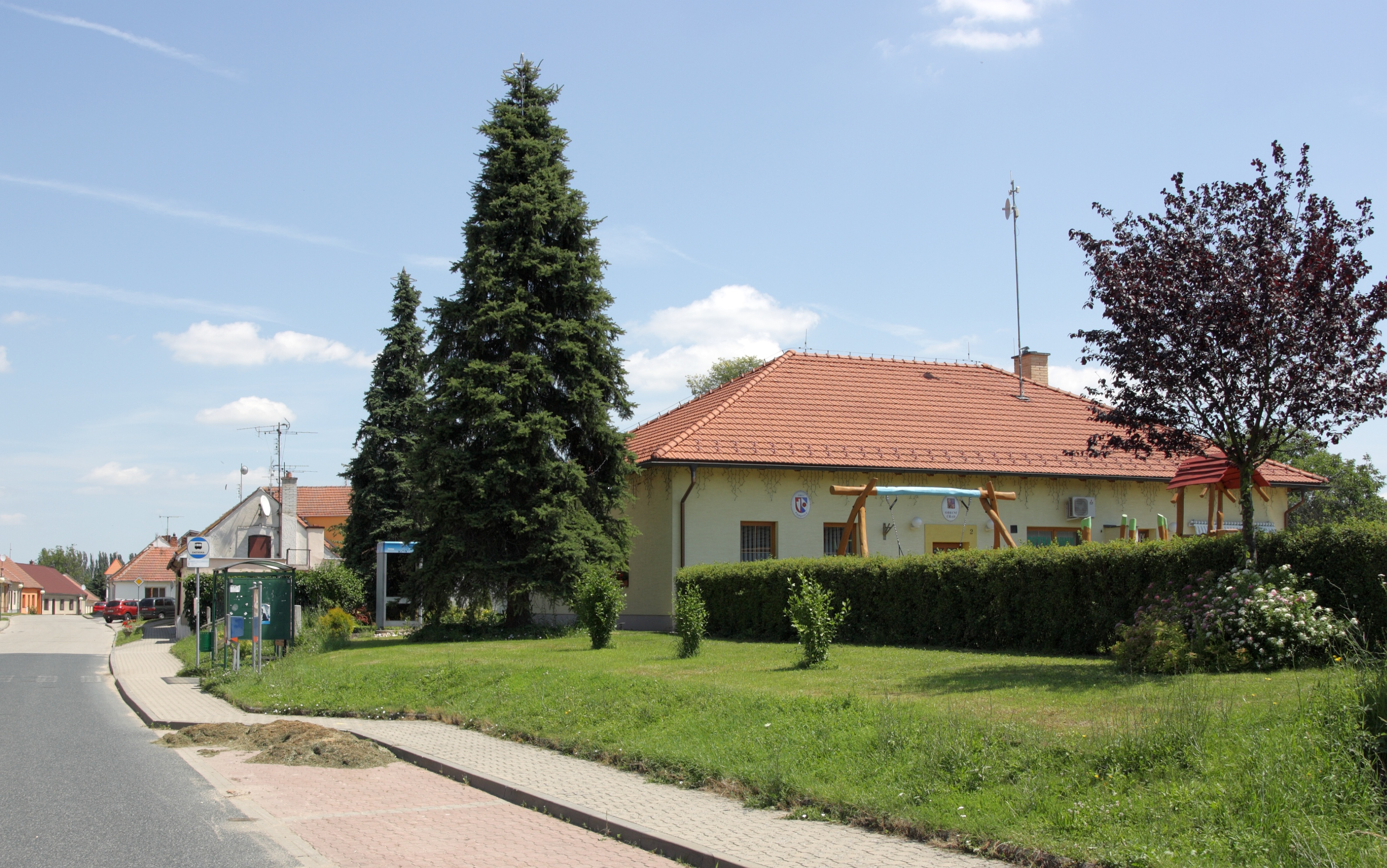
Obecní úřad
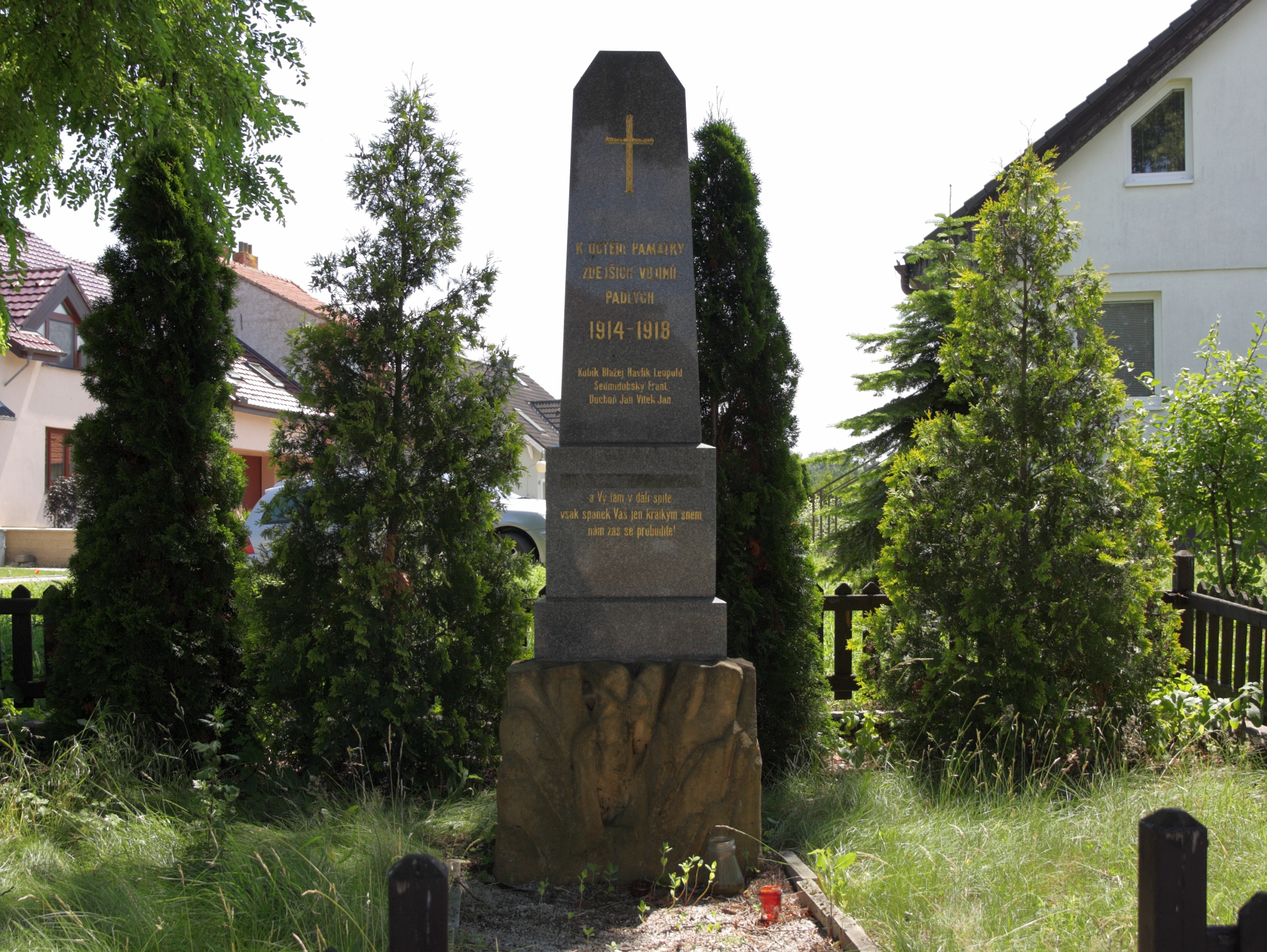
Pomník padlým v 1. světové válce